# Sharper
Pour plus de détails, voir Fiche technique et Distribution.
Sharper est un film thriller psychologique américain réalisé par Benjamin Caron (en), sorti en 2023, d'après un scénario de Brian Gatewood et Alessandro Tanaka.

## Synopsis
Un escroc sournois s'attaque aux grands et célèbres milliardaires de Manhattan. Lorsque les apparences sont trompeuses, les motivations sont douteuses et les espoirs contrariés.

## Fiche technique
- Dates de sortie[1] : Dates sujettes à modification
  - États-Unis : 10 février 2023 (sortie limitée)
  - Monde : 17 février 2023 (Apple TV+)
- Classification[2] :
  - États-Unis : R (interdit aux moins de 17 ans non accompagnées)
  - France : Interdit aux moins de 12 ans

## Distribution
- Julianne Moore (VF : Ivana Coppola) : Madeline Hobbes
- Sebastian Stan (VF : Axel Kiener) : Max Hobbes
- Justice Smith (VF : Julien Crampon) : Tom
- Briana Middleton (en) (VF : Rebecca Benhamour) : Sandra
- John Lithgow (VF : Patrick Préjean) : Richard Hobbes